# El Cabaco
El Cabaco ist ein westspanischer Ort und eine Gemeinde (municipio) mit 225 Einwohnern (Stand: 2024) in der Provinz Salamanca in der Autonomen Gemeinschaft Kastilien-León. Neben dem Hauptort El Cabaco gehören die Ortschaften Peña de Francia, Zarzosillo und Zarzoso zur Gemeinde.

## Lage und Klima
El Cabaco liegt etwa 73 Kilometer südwestlich von Salamanca in einer Höhe von gut 960 m und teilweise im Parque Natural de las Batuecas y Sierra de Francia. Im Gemeindegebiet liegt der Berg Peña de Francia.
Das Klima ist gemäßigt bis warm; Regen (ca. 719 mm/Jahr) fällt hauptsächlich im Winterhalbjahr.

## Bevölkerungsentwicklung
| Jahr      | 1970 | 1981 | 1991 | 2001 | 2011 | 2021 |
| Einwohner | 408  | 346  | 300  | 278  | 317  | 223  |

Der Bevölkerungsrückgang seit den 1950er Jahren ist im Wesentlichen auf die Mechanisierung der Landwirtschaft, die Aufgabe von bäuerlichen Kleinbetrieben und den damit einhergehenden Verlust an Arbeitsplätzen zurückzuführen.

## Sehenswürdigkeiten
- archäologische Fundstelle Las Cavenes, römische Goldfundstätte, mit Museum
- Heiligtum der Mariengeburt (Santuario de Nuestra Señora de la Peña de Francia)
- Franziskanerkonvent zur Himmelstür (Monasterio de monjas franciscanas de la Tercera Orden Regular) in El Zarzoso mit Gerichtssäule
- Kirche Unser Lieben Frau (Iglesia de Nuestra Señora de la Misericordia)

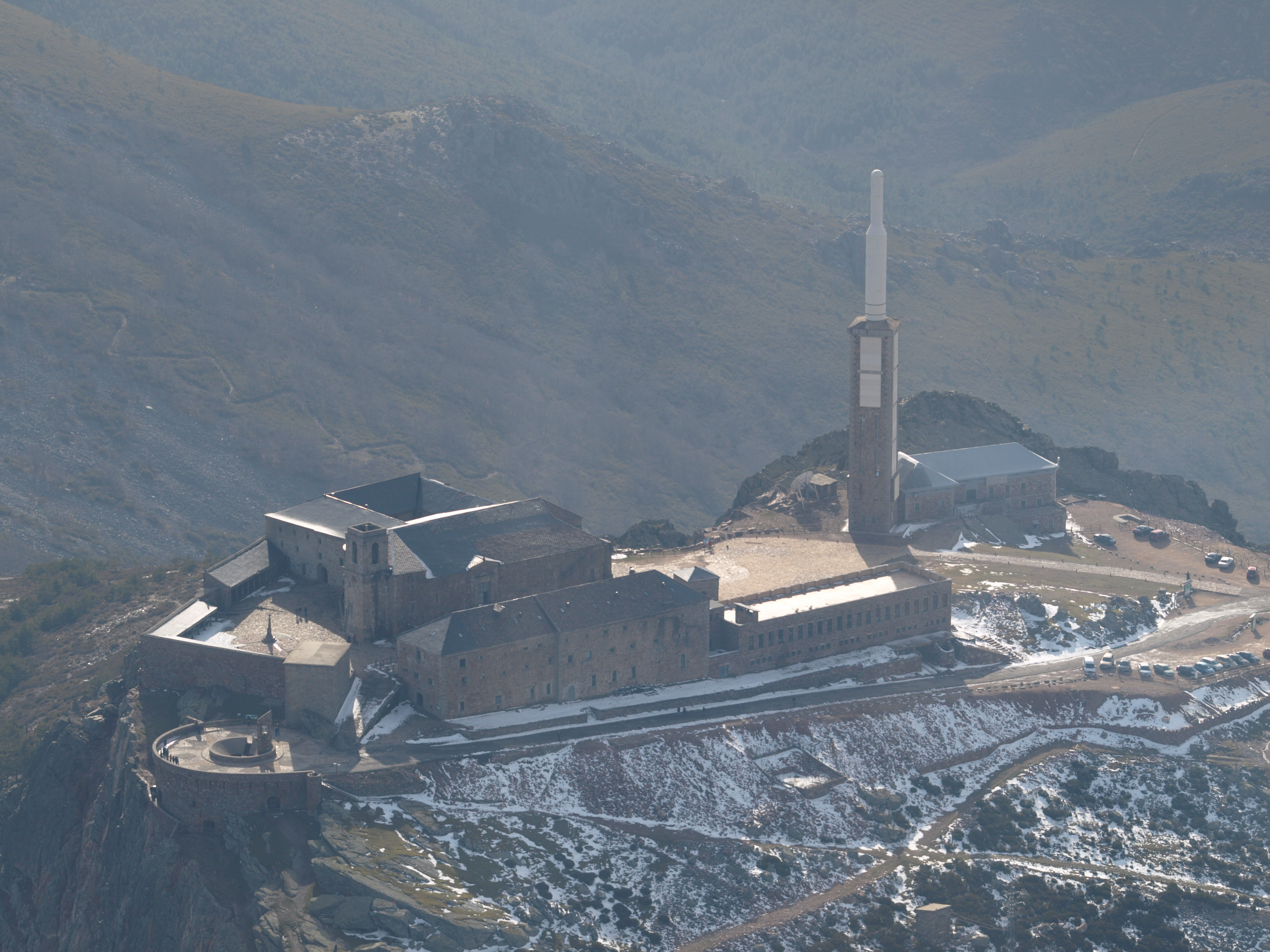
Heiligtum der Mariengeburt
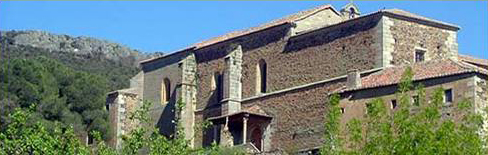
Konvent